# Појени (Бакау)
Појени (рум. Poieni) насеље је у Румунији у округу Бакау у општини Рошиори. Oпштина се налази на надморској висини од 277 m.

## Становништво
Према подацима из 2011. године у насељу је живело 362 становника.